# رود کودینا
رود کودینا (انگلیسی: Kodina) یک رودخانه در استان آرخانگلسک کشور روسیه است.